# Medusenfischartige
Die  Medusenfischartigen (Stromateoidei) sind eine Unterordnungen der Scombriformes. Sie leben pelagisch oder an den Küsten warmer und gemäßigter Meere in tieferem Wasser. Medusenfischartige leben von Plankton, Quallen und Rippenquallen.

## Merkmale
Medusenfischartige werden bis zu 1,2 Meter lang. Ihr Maul ist kurz und abgerundet, das Praemaxillare ist nicht oder nur wenig protraktil (vorstülpbar). Die Zähne sitzen auf dem Vomer, dem Palatium und der Zunge, können aber auch fehlen. Ihre Haut ist porenreich (die Poren führen in ein Hautkanalsystem), die Schuppen sind Rundschuppen (und fallen dann meist leicht aus), seltener Kammschuppen. Auf den Kiemenkorb folgt ein Paar „Rachen-“ oder Pharyngealsäcke mit Papillenreihen und Zähnen oder kiemenreusendornähnlichen Bildungen unklarer Funktion (fehlt bei Amarsipus). Das Skelett ist nur wenig verknöchert. Erwachsene Tiere haben keine Schwimmblase. Um die Augen besteht ein Bindegewebsring mit freiem inneren Rand, das sog. Fettlid, das dazu dient, deformierende Wirbel beim schnelleren Schwimmen von der Hornhaut abzuhalten.
Die Jungfische sehen oft ganz anders aus, sind gestreift oder gefleckt und halten sich zum Schutz zwischen den Tentakeln von Quallen und Staatsquallen auf. Sie sind jedoch kaum durch eine Schleimschicht vor den Nesselzellen geschützt. Vor der Geschlechtsreife bilden sie ihre Schwimmblase zurück.

## Systematik
Molekularbiologischen Daten zufolge stehen die sechs Familien der Medusenfischartigen in einer Klade mit den Makrelen und Thunfischen (Scombridae) und sind nicht näher miteinander verwandt als z. B. mit den in der Tiefsee lebenden Schwarzen Schlingern (Chiasmodontidae) oder mit Icosteus aenigmaticus. Sie wurden deshalb in einer von 2013 bis 2017 erfolgten Revision der Knochenfischsystematik zusammen mit diesen und einigen weiteren Familien der Ordnung Scombriformes zugeordnet.
Nach einer im September 2021 veröffentlichten morphologischen Untersuchung sind sie jedoch eindeutig ein Monophylum mit acht eindeutigen Synapomorphien. Die Autoren der Arbeit geben dem Taxon die Bezeichnung Stromateiformes und stellen es damit in den Rang einer Ordnung. In Eschmeyer's Catalog of Fishes Classification, einer Onlinedatenbank zur Fischsystematik, werden sie seit Januar 2022 als Unterordnung Stromateoidei in der Ordnung Scombriformes geführt.

## Familien
Es gibt sechs Familien und 16 Gattungen mit etwa 70 Arten.
- Amarsipidae
- Driftfische (Ariommatidae)
- Schwarzfische (Centrolophidae)
- Galeerenfische (Nomeidae)
- Medusenfische (Stromateidae)
- Quadratschwänze (Tetragonuridae)